# Карел Яролім
Карел Яролім (чеськ. Karel Jarolím, нар. 23 серпня 1956, Часлав) — чехословацький, а згодом чеський футболіст, що грав на позиції півзахисника. По завершенні ігрової кар'єри — тренер, з 2016 по 2018 рік очолював тренерський штаб збірної Чехії.
Виступав, зокрема, за клуб «Славія», а також національну збірну Чехословаччини.

## Клубна кар'єра
Народився 23 серпня 1956 року в місті Часлав. Вихованець футбольної школи клубу «Тремошніце». У дорослому футболі дебютував 1971 року виступами за команду клубу «Пардубіце 1899», в якій провів шість сезонів у нижчих дивізіонах країни.
Згодом 1977 року перейшов у «Славію», з якою дебютував у вищому дивізіоні, втім з 1978 року проходив військову службу у клубах «Дукла» (Прага) (вигравши чемпіонат Чехословаччини 1978/79) та «Дукла» (Табор), після чого повернувся до складу «червоно-білих», де провів сім сезонів, взявши участь у 215 матчах Першої ліги, в яких забив 48 голів.
У 1987 році перейшов у французький «Руан», за який грав протягом трьох сезонів у другому дивізіоні. У 1990 році перейшов в інший французький клуб «Ам'єн», де провів ще один сезон у третьому дивізіоні, забивши 13 голів у 27 матчах.
З 1992 року грав у клубах другого дивізіону «Вікторія» (Жижков), «Бенешов», а закінчував кар'єру у клубі «Богеміанс 1905». В подальшому грав за аматорську команду «Ческа-Липа».

## Виступи за збірну
9 березня 1982 року дебютував в офіційних матчах у складі національної збірної Чехословаччини в товариській грі проти Аргентини (0:0). Протягом кар'єри у національній команді, яка тривала 6 років, провів у формі головної команди країни 13 матчів, забивши 2 голи.

## Кар'єра тренера
Розпочав тренерську кар'єру невдовзі по завершенні кар'єри гравця, 1997 року, очоливши тренерський штаб клубу «Пршибрам», але зайнявши лише 13 місце, був зміщений з посади головного тренера.
З 1999 року працював асистентом головного тренера «Славії» Франтішека Ціпро, а після його звільнення 2000 року сам став головним тренером. Яролім став з командою віце-чемпіоном Чехії 2000/01, втім в кінці сезону був звільнений і протягом 2001—2003 років працював у штабі свого співвітчизника Івана Гашека у французькому «Страсбурі».
Влітку 2003 року очолив «Синот», що з наступного року змінив назву на «Словацко», де Яролім залишався до грудня 2004 року.
У квітні 2005 року прийняв пропозицію повернутись до «Славії». Другий прихід виявився набагато вдалішим — в сезоні 2004/05 «Славія» знову стала другою, а в наступному році третьою. У сезоні 2006/07 «Славія» знову зайняла друге місце, втім наступний сезон 2007/08 став найуспішнішим в новітній історії «Славії» — команда вперше в історії зуміла вийти в груповий етап Ліги чемпіонів, пройшовши нідерландський «Аякс», там клуб став третім в групі і продовжив виступи у Кубку УЄФА.Крім того навесні 2008 року відкрився новий стадіон, а «Славія» вперше за 12 років здобула титул чемпіона Чехії. Наступного року Яролім допоміг клубу вдруге поспіль виграти титул чемпіона, ставши першим тренером за 66 років, що зумів захистити титул (вперше з 1943 року). Втім цього разу команда не потрапила в групу Ліги чемпіонів, поступившись у відборі «Фіорентині», а у Кубку УЄФА вилетіла на груповому етапі.
На початку 2009 року у команди почались проблеми, вона кілька разів змінювала власників, а Яролім часто робив зміни в складі. Засоби масової інформації подейкували про його суперечки з гравцями У червні 2009 року Яролім несподівано прибрав з команди капітана Еріха Брабека, на додачу через суперечки клуб вирішив звільнити племінника Карела, півзахисника Марека Яроліма, до того ж команду послабило кілька травм. В результаті «Славія» знову не потрапила до групи Ліги чемпіонів, а в Лізі Європи закінчила єврокампанію на груповому етапі, зайнявши останнє місце. У чемпіонаті Чехії 2009/10 «Славія» зайняла сьоме місце, що стало найгіршим місцем для «Славії» з сезону 1990/91 і вперше з 1991 року команда не потрапила в жоден єврокубковий турнір. Ще до кінця сезону у квітні Яролім покинув клуб і чемпіонат завершував Франтішек Ціпро, що вже втретє очолював цей клуб. Утім зміна тренера не покращила результати, і в червні того ж року Яролім знову став тренером «Славії». Але після дев'яти турів нового сезону, у яких команда здобула лише 10 очок, він пішов у відставку.
У середині жовтня підписав контракт зі словацьким «Слованом», з яким виграв чемпіонський титул і Кубок Словаччини в сезоні 2010/11. Після цього у серпні 2011 року очолив саудівський «Аль-Аглі», з яким в перший же сезон став срібним призером національного чемпіонату, володарем Саудівського кубка чемпіонів та фіналістом Ліги чемпіонів АФК. 
З травня 2013 року тренував еміратський клуб «Аль-Вахда» (Абу-Дабі), втім вже у січні 2014 року повернувся до Чехії, ставши головним тренером клубу «Млада Болеслав». У новому клубі працював із своїм сином Давидом Яролімом і у сезоні 2013/14 команда посіла третє місце, кваліфікувавшись у Лігу Європи. У наступні два сезони (2014/15 та 2015/16) клуб зайняв четверте місце, а також став володарем кубка Чехії 2015/16. У травні 2016 року Яролім продовжив контракт з «Младою Болеслав» ще на три роки. Проте вже 25 серпня 2016 року Карел покинув клуб.
25 серпня 2016 року Яролім змінив Павела Врбу на посаді головного тренера національної збірної Чехії. Під керівництвом Яроліма чехи не зуміли вийти на чемпіонат світу 2018 року, втім Карел залишився на посаді. Під його керівництвом збірна почала боротьбу у першому розіграші Ліги націй, зазнавши поразки у дебютній домашній грі зі збірною України. А вже менш ніж за тиждень, 10 вересня 2018 року, чехи розгромно програли збірній Росії (1:5), і наступного дня Яроліма було звільнено з посади.
| Дата       | Місто          | Господарі      | Результат | Гості          | Турнір            | Голи | Примітки |
| ---------- | -------------- | -------------- | --------- | -------------- | ----------------- | ---- | -------- |
| 09/03/1982 | Мар-дель-Плата | Аргентина      | 0 – 0     | Чехословаччина | товариський матч  | -    |          |
| 24/03/1982 | Прага          | Чехословаччина | 2 – 1     | Греція         | товариський матч  | -    |          |
| 14/04/1982 | Кельн          | ФРН            | 2 – 1     | Чехословаччина | товариський матч  | -    |          |
| 27/10/1982 | Копенгаген     | Данія          | 1 – 3     | Чехословаччина | товариський матч  | -    |          |
| 13/11/1982 | Мілан          | Італія         | 2 – 2     | Чехословаччина | Відбір до ЧЄ 1984 | -    |          |
| 27/03/1983 | Нікосія        | Кіпр           | 1 – 1     | Чехословаччина | Відбір до ЧЄ 1984 | -    |          |
| 28/03/1984 | Ерфурт         | НДР            | 2 – 1     | Чехословаччина | товариський матч  | -    |          |
| 07/04/1984 | Верона         | Італія         | 1 – 1     | Чехословаччина | товариський матч  | -    |          |
| 16/05/1984 | Прага          | Чехословаччина | 1 – 0     | Данія          | товариський матч  | -    |          |
| 14/10/1984 | Порту          | Португалія     | 2 – 1     | Чехословаччина | Відбір до ЧС 1986 | -    |          |
| 31/10/1984 | Прага          | Чехословаччина | 4 – 0     | Мальта         | Відбір до ЧС 1986 | -    |          |
| 3/06/1987  | Копенгаген     | Данія          | 1 – 1     | Чехословаччина | Відбір до ЧЄ 1988 | -    |          |
| 09/09/1987 | Гельсінкі      | Фінляндія      | 3 – 0     | Чехословаччина | Відбір до ЧЄ 1988 | -    |          |
| Усього     |                | Матчів         | 13        |                | Голів             | 2    |          |

## Титули і досягнення

### Як гравця
- Чехословаччини (1):

«Дукла»: 1978–79

### Як тренера
- Чемпіон Чехії (2):

«Славія»: 2007–08, 2008–09
- Чемпіон Словаччини (1):

«Слован»: 2010–11
- Володар Кубка Словаччини (1):

«Слован»: 2010–11
- Володар Кубка Чехії (1):

«Млада Болеслав»: 2015–16

### Особисті
- Тренер року в Чехії: 2008

## Особисте життя
Одружений і має двох синів та дочку. Його дружина Ярослава Яролімова. Старший син Лукаш (нар. 1976) і Молодший Давид (нар. 1979) також були професійними футболістами, а дочка Анет (нар. 1989) професійна флорболістка, визнана найкращою флорболісткою Чехії 2014 року. Племінник Марек Яролім теж був професійним футболістом.